# Ivanić-Grad
Ivanić-Grad è una città della Croazia di 14 723 abitanti della Regione di Zagabria.

## Insediamenti
Ivanić-Grad si compone di 19 insediamenti (naselja): Caginec, Deanovec, Derežani, Graberje Ivaničko, Greda Breška, Ivanić-Grad, Lepšić, Lijevi Dubrovčak, Opatinec, Posavski Bregi, Prečno, Prerovec, Šemovec Breški, Šumećani, Tarno, Topolje, Trebovec, Zaklepica, Zelina Breška.